# American McGee's Alice
American McGee's Alice is een computerspel ontwikkeld door Rogue Entertainment en uitgegeven door Electronic Arts voor Windows en Mac OS. Het horror-actiespel is uitgekomen 6 december 2000.

## Plot
Het spel is thematisch gebaseerd op de verhalen van Alice in Wonderland en biedt een meer horrorachtige versie van het verhaal. De ouders van Alice zijn enkele jaren terug omgekomen tijdens een brand. Na een periode van therapie in een kliniek maakt de emotionele Alice een retraite naar Wonderland, een wereld die er nu compleet anders uitziet door haar getraumatiseerde geest.

## Ontwikkeling
De bedenker van het spel, American McGee, gaf aan te zijn geïnspireerd tijdens een rit op de California State Route 1, een snelweg in de Amerikaanse staat Californië, terwijl hij luisterde naar muziek van The Crystal Method en Rob Zombie. Het spel wordt vanuit het perspectief van een derde persoon gespeeld en is technisch gebouwd op de engine van id Tech. De muziek is afkomstig van Chris Vrenna, oud-drummer van de band Nine Inch Nails.

## Platforms
| Jaar | Platforms               |
| ---- | ----------------------- |
| 2000 | Windows, Mac OS         |
| 2011 | PlayStation 3, Xbox 360 |

## Ontvangst
| Recensiescore       | Recensiescore |
| Recensieverzamelaar | Score         |
| ------------------- | ------------- |
| GameRankings        | 82,8%         |
| Metacritic          | 85%           |
| Publicist           | Score         |
| Eurogamer           | 8             |
| Game Informer       | 9             |
| GameSpot            | 7,3           |
| GameSpy             | 93%           |
| IGN                 | 9,4           |
| PC Gamer (VS)       | 88%           |

American McGee's Alice ontving positieve recensies. Men prees het grafische en technische gedeelte van het levelontwerp. Kritiek was er op de nadrukkelijke lineaire gameplay.
Het spel is wereldwijd ruim 1,5 miljoen keer verkocht en kreeg in 2011 een vervolg, genaamd Alice: Madness Returns.
Op aggregatiewebsites Metacritic en GameRankings heeft het spel verzamelde scores van respectievelijk 85% en 82,8%.